# Amphiprion leucokranos
Amphiprion leucokranos, el pez payaso de cofre blanco es una especie de pez payaso de la familia Pomacentridae.

## Morfología
Algunos autores estiman que esta especie puede ser un híbrido de A. sandaracinos y A. chrysopterus, coincidiendo su rango de distribución con el de estas especies emparentadas: básicamente Papúa Nueva Guinea e islas Salomón.
La coloración base es naranja amarronada, tiene una mancha blanca, bordeada en negro, en la frente, y unas franjas verticales detrás del ojo, de igual coloración, que suelen estar unidas a la de la frente. En ocasiones cuenta con un punto blanco en la base de la mitad de la aleta dorsal. 
Cuenta con 9 espinas y 18-19 radios blandos dorsales, y 2 espinas y 13-14 radios blandos anales.
Los machos pueden llegar alcanzar los 12 cm de longitud total.

## Alimentación
Omnívoro; se alimenta de pequeños invertebrados y también de algas bénticas.

## Reproducción
Son monógamos y ponen huevos de forma elíptica, demersales y adheridos al sustrato. Los machos se encargan de oxigenarlos hasta que nacen los alevines.

## Hábitat
Es un pez de mar de clima tropical (1°S-25°S), y asociado a los arrecifes de coral que vive entre 2-12  m  de profundidad y en simbiosis con las anémonas Heteractis crispa , Heteractis magnifica y Stichodactyla mertensii . Suele habitar lagunas y arrecifes exteriores.

## Distribución geográfica
Se encuentra al oeste del Pacífico central: Papúa Nueva Guinea, Nueva Bretaña e Islas Salomón.  

## Observaciones
Puede ser criado en cautividad.